# Ma l'amor mio non muore...
Pour plus de détails, voir Fiche technique et Distribution.
Ma l'amor mio non muore... est un film italien réalisé par Mario Caserini, sorti en 1914.

## Synopsis
Dans un état balkanique, les amours romanesques du prince héritier et d'une belle citoyenne, espionne par amour.

## Fiche technique
- Titre : Ma l'amor mio non muore...
- Réalisation : Mario Caserini
- Scénario : Emiliano Bonetti et Giovanni Monleone
- Photographie : Angelo Scalenghe
- Pays d'origine : Royaume d'Italie
- Format : Noir et blanc - 1,33:1 - Film muet
- Genre : drame et romance
- Date de sortie : 1914

## Distribution
- Lyda Borelli : Elsa Holbein
- Mario Bonnard : Prince Maximilien de Wallenstein
- Gian Paolo Rosmino : Moise Sthar
- Vittorio Rossi Pianelli : Colonel Julius Holbein
- Dante Cappelli : Grand-duc de Wallenstein
- Maria Caserini : Grande-duchesse de Wallenstein
- Camillo De Riso : Schaudard
- Emilio Petacci : Colonel Theubner
- Letizia Quaranta